# برينتوود تاون
برينتوود تاون (بالإنجليزية: .Brentwood Town F.C)‏ هو نادٍ لكرة القدم مقره في برينتوود، إسكس، بإنجلترا.